# Dornstetten
Dornstetten är en stad  i Landkreis Freudenstadt i regionen Nordschwarzwald i Regierungsbezirk Karlsruhe i förbundslandet Baden-Württemberg i Tyskland.
Kommunen ingår i kommunalförbundet Dornstetten tillsammans med kommunerna Glatten, Schopfloch och Waldachtal.